# Crithopsis
Crithopsis és un gènere de plantes de la família de les poàcies, ordre de les poals, subclasse de les commelínides, classe de les liliòpsides, divisió dels magnoliofitins.
Espècies:
- C. delileana (Schult.) Roshev.
- C. rhachitricha Jaub.